# Ørneborgen (film)
 For alternative betydninger, se Ørneborgen. (Se også artikler, som begynder med Ørneborgen)
Ørneborgen (orig. Where Eagles Dare) er en amerikansk/britisk krigsfilm fra 1968 med Richard Burton, Clint Eastwood og Mary Ure i hovedrollerne. Manuskriptet og den senere bestseller roman blev skrevet mere eller mindre samtidigt af Alistair MacLean. Både film og roman betragtes i dag som klassikere.

## Handling
Under 2. verdenskrig havner den amerikanske general George Carnaby, med fuld indsigt i den kommende D-dags invasion i Normandiet, i tyskernes hænder efter at hans fly bliver skudt ned.
Hvad tyskerne ikke ved er, at den tilfangetagne general George Carnaby i virkeligheden er en amerikansk skuespiller der ligner Carnaby, han er korporal i den amerikanske hær.
Et specielt hold bestående af primært engelske kommandosoldater bliver hurtigt samlet og informeret af oberst Wyatt-Turner og viceadmiral Rolland fra MI6. De er ledet af major John Smith og US Army Ranger løjtnant Morris Schaffer og deres mission er, at springe ud i faldskærm over Tyskland, infiltrere slottet, kendt som Schloss Adler (Engelsk: The Castle of the Eagles – deraf titlen på historien), som er hovedkvarter for Waffen-SS i det sydlige Bayern, hvor generalen holdes tilfangetaget, og enten redde eller dræbe ham. Kun Smith er bekendt med, at de bliver ledsaget på flyet af en kvindelig engelsk agent, Mary Ellison. Kort efter at de ankommer til Bayern bliver det også åbenbaret, at tingene ikke helt er som de ser ud og der er et yderligere formål med missionen.
MI6 er infiltreret af tyskerne.
Burg Hohenwerfen blev benyttet som Ørneborgen/Schloss Adler, det uindtagelige hovedkvarter for Waffen-SS.
Den kendte liftscene blev dog optaget ved brug af Feuerkogel-Drahtseilbahn (Feuerkogelseilbahn) i Ebensee.

## Medvirkende
- Richard Burton : Major John Smith
- Clint Eastwood : Løjtnant Morris Schaffer
- Mary Ure : Mary Ellison
- Patrick Wymark : Oberst Wyatt-Turner
- Michael Hordern : Vice admiral Rolland
- Donald Houston : Olaf Christiansen
- Peter Barkworth : Ted Berkeley
- William Squire : Lee Thomas
- Robert Beatty : General George Carnaby
- Brook Williams : Sergent George Harrod
- Neil McCarthy : Jock MacPherson
- Vincent Ball : Pilot Cecil Carpenter
- Anton Diffring : Oberst Paul Kramer
- Ferdy Mayne :  Reichmarshal Julius Rosemeyer
- Derren Nesbitt : Major von Hapen
- Victor Beaumont : Oberst Weissner
- Ingrid Pitt :  Heidi Schmidt
- Olga Lowe : Løjtnant Anne-Marie Schwartz
- Guy Deghy : Major William Wilner

Dette er listen, som den vises i slutningen af filmen. Der er et antal forskelle mellem karakterernes navne i filmen og romanen.

## Produktion
- Instruktør: Brian G. Hutton
- Producer: Elliott Kastner
- Manuskript: Alistair MacLean
- Fotografi: Arthur Ibbetson
- Musik: Ron Goodwin
- Produceret: 1968 af Winkast
- Film Lokaliteter: Burg Hohenwerfen, Werfen, Østrig; i januar 1968, Ebensee (Østrig); i januar 1968, Lufthavnsscener filmet i Aigen im Ennstal (Østrig); i starten af 1968, Borehamwood Studios, Hertfordshire, England; i foråret 1968.